# Kroclov
Kroclov je malá vesnice, část obce Vrábče v okrese České Budějovice v Jihočeském kraji. Nachází se asi 1,5 kilometru jihovýchodně od Vrábče. Je zde evidováno 23 adres. V roce 2011 zde trvale žilo 37 obyvatel.
Kroclov leží v katastrálním území Vrábče o výměře 9,45 km².

## Historie
První písemná zmínka o vesnici pochází z roku 1379.

## Obyvatelstvo
| Rok            | 1869 | 1880 | 1890 | 1900 | 1910 | 1921 | 1930 | 1950 | 1961 | 1970 | 1980 | 1991 | 2001 | 2011 | 2021 |
| -------------- | ---- | ---- | ---- | ---- | ---- | ---- | ---- | ---- | ---- | ---- | ---- | ---- | ---- | ---- | ---- |
| Počet obyvatel | 126  | 120  | 134  | 102  | 108  | 133  | 110  | 72   | 52   | 36   | 22   | 14   | 22   | 37   | 50   |
| Počet domů     | 15   | 16   | 16   | 16   | 16   | 17   | 19   | 22   | 22   | 11   | 11   | 18   | 18   | 19   | 24   |

## Obecní správa
Od roku 1850 je Kroclov součástí obce Vrábče, pouze od 1. července 1985 do 23. listopadu 1990 společně připadly pod Boršov nad Vltavou, 24. listopadu 1990 se Vrábče opět osamostatnila a od 1. ledna 1992 jí připadl zpět Kroclov.

## Další fotografie

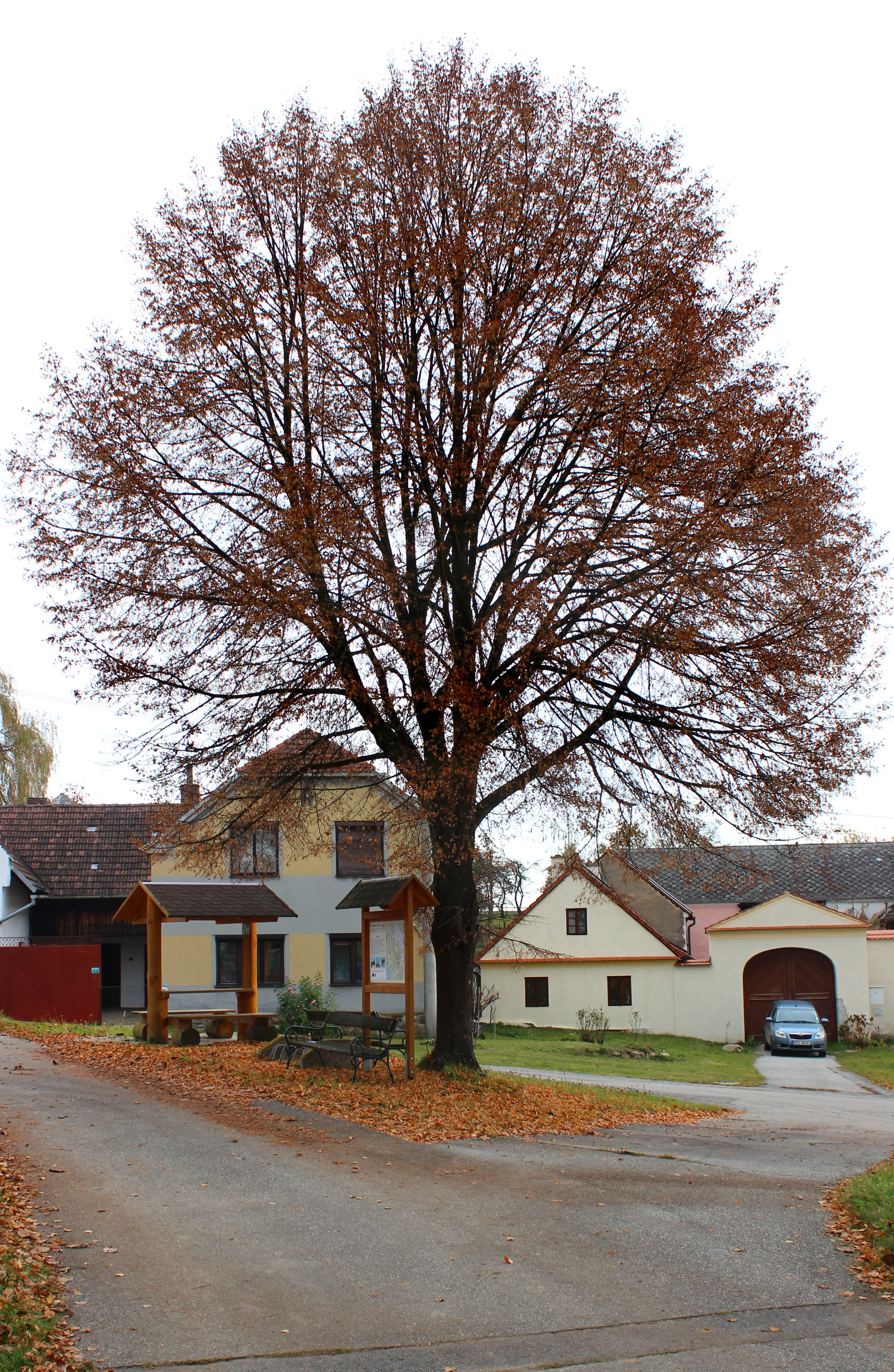
Náves
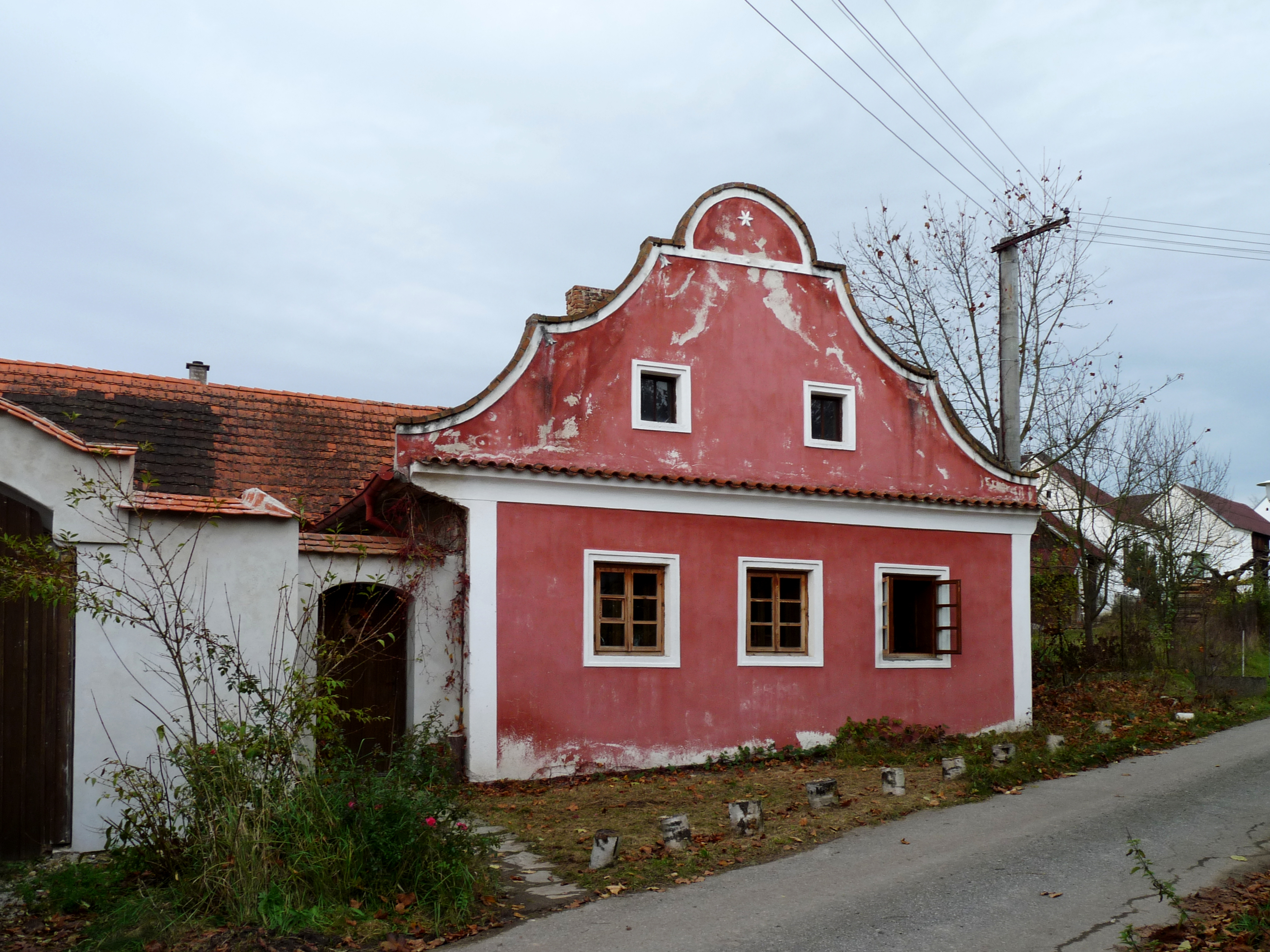
Dům čp. 5
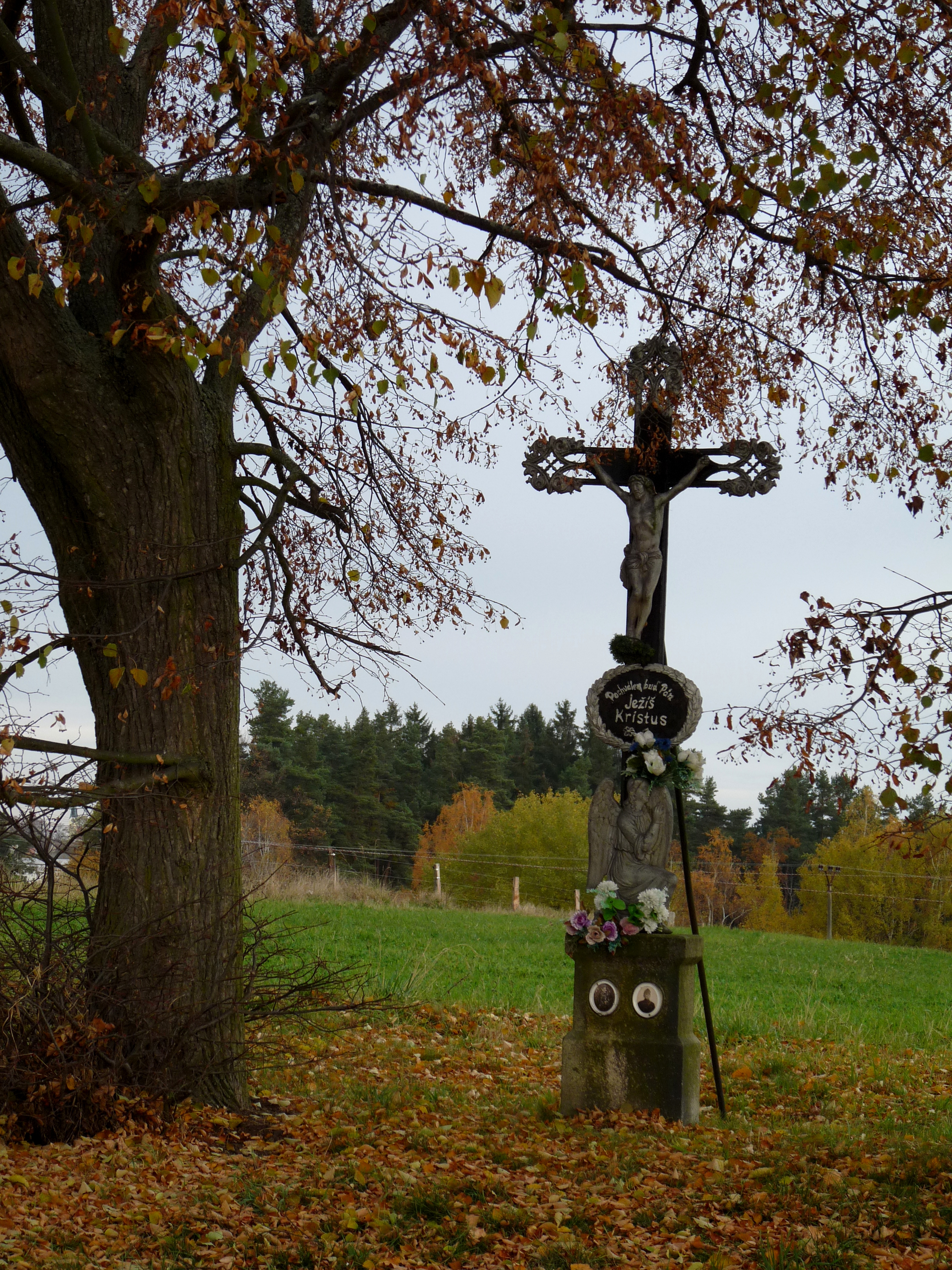
Křížek pod vsí
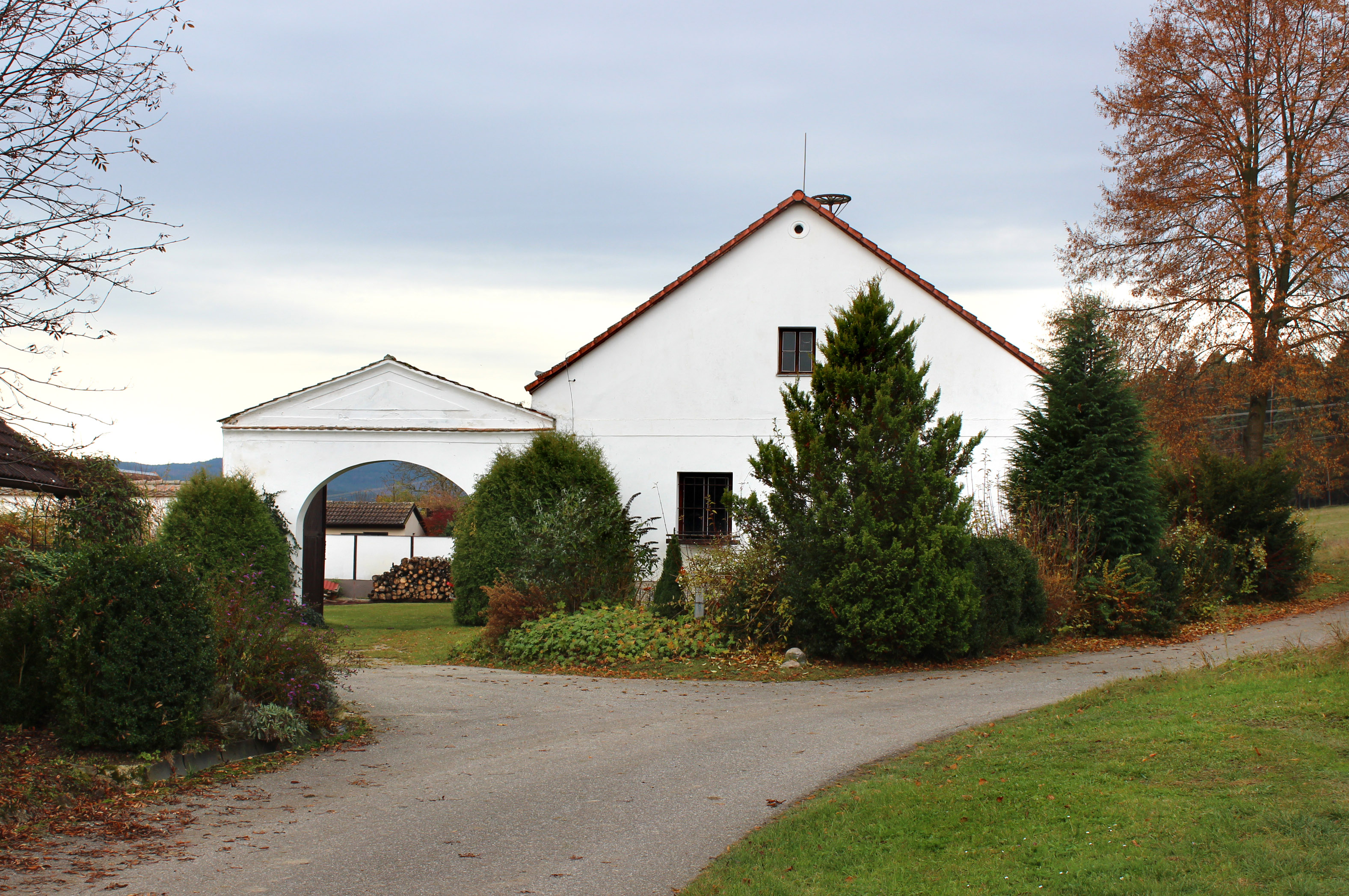
Bývalý statek